# امارات اسکای‌کارگو
امارات اسکای‌کارگو (به انگلیسی: Emirates SkyCargo) یک شرکت هواپیمایی با کد یاتا EK است که در تاریخ ۱۹۸۵ میلادی تأسیس شده و در تاریخ ۲۵ اکتبر ۱۹۸۵ فعالیتش را آغاز کرده‌است. دفتر مرکزی امارات اسکای‌کارگو در شهر دبی، امارات متحده عربی واقع شده‌است و قطب این شرکت هواپیمایی در فرودگاه بین‌المللی آل مکتوم قرار دارد و به ۳۵ مقصد، پرواز مستقیم انجام می‌دهد.